# Viriato José Amaral Nunes
Viriato José Amaral Nunes (Rio de Janeiro, 13 de março de 1918 - 6 de junho de 1979 (61 anos)) foi presidente da Câmara de Braga, de 1964 a 1970.
Nascido no Rio de Janeiro, filho de pais portugueses, passou a viver em Monção a partir dos 2 anos de idade.
Licenciou-se em Direito pela Universidade de Coimbra em 1942.
Foi presidente do Sporting Clube de Braga de 1959 a 1960.
Foi presidente da Câmara Municipal de Braga, de 1964 a 1970, pediu a exoneração do cargo devido à ingerência do então governador Civil de Braga António Maria Santos da Cunha.

## Vida pessoal
Casou-se com Georgina Cândida Dantas Guerreiro Barreto Nunes (1924-2013) com quem teve quatro filhos.